# Indian Springs (Nevada)
Indian Springs – jednostka osadnicza w  USA, w południowej części stanu Nevada. W 2000 roku populacja wyniosła 1302 osób. Miejscowość leży w odległości około 80 km od Las Vegas, przy południowej granicy Strefy Sił Powietrznych Nellis.
Miejscowość leży w strefie klimatu pustynnego tropikalnego i subtropikalnego, z bardzo gorącym latem, należącego według klasyfikacji Köppena do strefy Bwk. Średnia temperatura roczna wynosi 16,1 °C, a opady 86,4 mm. Średnia temperatura najcieplejszego miesiąca lipca wynosi 28,3 °C a najzimniejszego stycznia to 3,9 °C.